# Díode Schottky
|  | No s'ha de confondre amb Díode Shockley. |

Símbol esquemàtic del díode Schottky

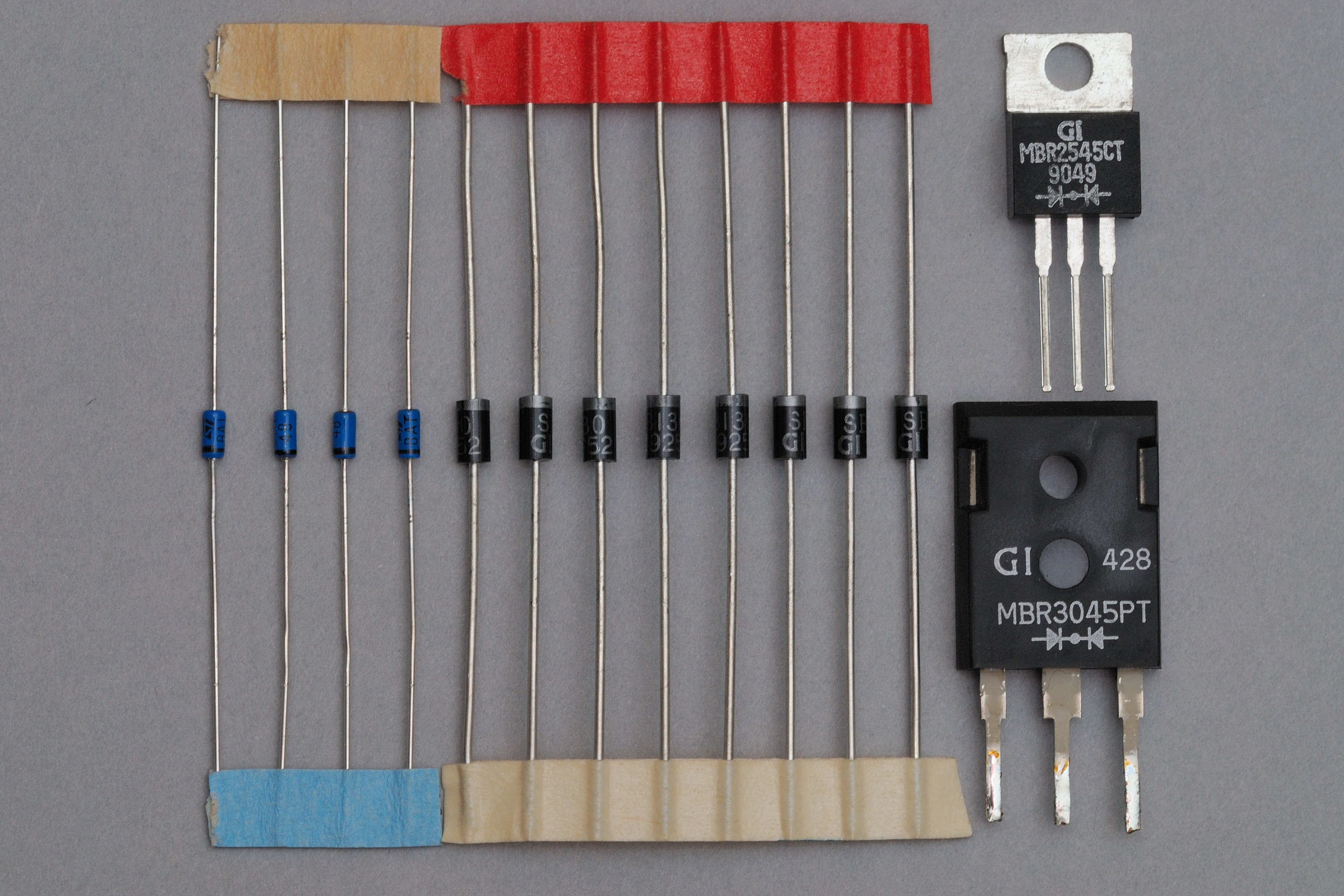
Díodes Schottky

El díode Schottky (anomenat així pel físic alemany Walter H. Schottky) és un díode amb una caiguda de tensió en conducció directa molt baixa. Una aplicació típica és la protecció contra descàrregues de les cèl·lules solars connectades a bateries. Mentre que un díode estàndard de silici té una caiguda en directa de 0.6 V, als díodes Schottky sols és de 0.2 V. Això permet una velocitat de commutació més alta i proporciona també un alt rendiment.
Una de les àrees d'investigació contínua sobre el díode Schottky se centra en la reducció dels elevats corrents de fuita que apareixen a temperatures superiors a 100 °C.

## Creació del díode Schottky
Un díode típic combina els semiconductors tipus p i tipus n per formar una junció p-n. En canvi, en el díode Schottky, un metall substitueix el semiconductor tipus p. Com a metall se sol usar el platí, tungstè, molibdè, or, crom, entre d'altres.
El metall, normalment, es combina amb un semiconductor de tipus n. D'aquesta manera es forma una unió de metall-semiconductor (en comptes de la unió semiconductor-semiconductor en els díodes convencionals). Aquesta unió es coneix com a barrera de Schottky. El comportament de la barrera de Schottky variarà depenent de si el díode es troba en un estat parcial, imparcial, tendenciat o revertit.
Aquesta barrera Schottky fa que els temps de commutació siguen molt ràpids i el voltatge en polarització directa baix.

## Aplicacions
Els díodes Schottky es poden utilitzar en aplicacions d'alta potència gràcies a la baixa caiguda de voltatge que aquests produeixen. Això vol dir que aquests díodes perden menys energia i poden reduir la quantitat de calor dissipada en comparació als díodes p-n normals.
Una altra utilitat dels díodes Schottky és que poden ajudar a mantenir la potència separada en un sistema de subministrament de doble alimentació. Un exemple pot ser un subministrament format per una font d'alimentació elèctrica i una bateria. En aquests casos cal utilitzar un d'aquests díodes, ja que és necessari que la potència d'un subministrament no s'introdueixi a l'altre. Tanmateix, és important que qualsevol caiguda de tensió a través dels díodes es minimitzi per garantir la màxima eficència. Com en moltes altres de les aplicacions, aquest díode és ideal a causa de la baixa caiguda de tensió.
A més, aquests díodes poden maximitzar l'eficència de les cèl·lules solars gràcies a la seva baixa caiguda de voltatge. També poden ajudar a les cèl·lules dels càrrecs inversos.
També, els díodes Schottky es poden utilitzar com a pinçes dins d'un circuit de transistors per tal d'accelerar l'operació quan s'utilitza com a interruptor. Aquests circuits normalment són circuits lògics. En aquests circuits, els díodes s'insereixen entre el col·lector i la base del transistor. Quan el díode Schottky està present, això pren la major part del corrent i permet reduir considerablement el temps d'apagat del transistor, millorant així la velocitat del circuit.

## Avantatges i inconvenients

### Avantatges
- Baixa caiguda de voltatge. Els díodes Schottky tenen una caiguda directa de 0,2 i 0,3 volts. En canvi, els díodes estàndard de silici tenen una caiguda directa de 0,6 i 0,7 volts.[3][1]
- Temps de recuperació més ràpid. El canvi de velocitat és més ràpid que un díode de junció p-n comparable.[1] Això és degut al fet que els díodes Schottky tenen emmagatzemada una petita quantitat de càrrega, cosa que ho fa ideal per a aplicacions de commutació d'alta velocitat.[5]
- Més silenciós que un díode de junció p-n.[2]

### Inconvenients
- Operació limitada d'alta temperatura.
- Fuites.
- Rang de tensió de ruptura limitada per al díode Schottky de silici.[1]

## Comparació amb díodes de junció p-n
Tant els díodes p-n com els díodes Schottky s'utilitzen per la rectificació i la resposta no-lineal de la intensitat i voltatge (I-V). Tot i això, la utilització d'un o altre depèn de l'aplicació que se li vol donar. Per realitzar aquesta decisió, s'han de tenir en compte qüestions com, per exemple, el voltatge, la velocitat necessària, fuites, entre d'altres.
| Díode p-n | Díode Schottky                                                                                                 |
| --- | --- |
| Combinació de dos semiconductors (tipus p i tipus n).                                                           | Combinació d'un metall i un semiconductor.                                                                     |
| El corrent invers és molt baix.                                                                                 | El corrent invers és relativament gran.                                                                        |
| La tensió de tall és gran.                                                                                      | La tensió de tall és baixa.                                                                                    |
| La velocitat de commutació està controlada per la recombinació (eliminació) d'electrons que estàn a la banda p. | La velocitat de commutació està controlada per la temperatura dels electrons injectats a través de la barrera. |